# Spiderwebs
Spiderwebs è una canzone del gruppo musicale californiano No Doubt, estratta come secondo singolo discografico dall'album Tragic Kingdom.

## Descrizione
Il testo della canzone, scritto da Gwen Stefani e Tony Kanal, parla di una donna che vuole evitare le continue telefonate che riceve da un uomo, che vuole recitarle delle brutte poesie. Il brano è stato prodotto da Matthew Wilder, registrato da Matt Hyde e mixato da Holman e Paul Palmer.

## Video musicale
Nel videoclip del brano il gruppo si esibisce in un ristorante giapponese di lusso durante un matrimonio; sono inseriti anche spezzoni in bianco e nero in cui i cantanti si imbattono tra cavi telefonici, bombolette spray e fogli di carta.

## Cover
- Il gruppo Four Year Strong ha realizzato una cover del brano, inserita nell'album Explains It All (2009).

## Tracce
Australian single
1. Spiderwebs (LP version) – 4:28
2. Spiderwebs (live from KROQ) – 4:05
3. Sailin' On (from MOM: Music for Our Mother Ocean) – 3:37
4. Just a Girl (video - enhanced version)

British single 1
1. Spiderwebs (LP version) – 4:28
2. The Climb (live) 7:56
3. Doghouse – 4:30
4. Spiderwebs (video) – 4:08

British single 2
1. Spiderwebs (LP version) – 4:28
2. D.J.'s (live) – 4:06
3. Let's Get Back (LP version) – 4:14
4. Excuse Me Mr. (video) – 3:37

Promotional US CD Single
1. Spiderwebs (Radio Edit) – 3:50
2. Spiderwebs (Album Version) – 4:28

Swedish single
1. Spiderwebs (LP version) – 4:28
2. Sailin' On (from MOM: Music for Our Mother Ocean) – 3:37

Spanish single
1. Spiderwebs (LP version) – 4:28
2. The Climb (live) 7:56
3. Doghouse – 4:30
4. Oi to the World - 2:42
5. Spiderwebs (video) – 4:08

## Formazione
Gruppo
- Gwen Stefani – voce
- Eric Stefani – chitarra, tastiere
- Tom Dumont - chitarra
- Tony Kanal – basso
- Adrian Young – batteria, percussioni

Altri musicisti
- Gabrial McNair - trombone
- Phil Jordan - tromba
- Stephen Perkins - tamburo